# 三輪史朗
三輪 史朗（みわ しろう、1927年2月17日 - 2006年1月12日）は、日本の医学者・血液学者。医学博士(東京大学にて取得)。東京大学名誉教授。

## 略歴・業績
東京市（現中野区東中野）の出身。父は政治家の三輪寿壮、兄は建築家の三輪正弘。1951年東京大学医学部を卒業。1958年同大学にて医学博士。1952年東京大学冲中重雄内科に入局。カリフォルニア大学に学び、血液中のピルビン酸キナーゼの欠乏による溶血性貧血患者を世界で初めて発見。虎ノ門病院血液学科部長、山口大学教授、東京大学医科学研究所教授、1987年に定年退官、同大学名誉教授になる。冲中記念成人病研究所所長・理事長に就く。赤血球酵素異常の臨床的基礎的研究により、1990年に紫綬褒章、1997年に学士院賞を受賞した。
息子の教育学者三輪建二は、評伝『父三輪史朗：医の臨床家・研究者・教育者の歩み』（中央公論事業出版、2024）をまとめている。

## 受賞・栄典
- 1971年、ベルツ賞2等賞
- 1979年、日本人類遺伝学賞
- 1981年、武田医学賞
- 1983年、日本医師会医学賞受賞
- 1990年、紫綬褒章
- 1997年、遺伝性溶血性貧血の研究で日本学士院賞受賞[1]。
- 1999年、勲二等瑞宝章受勲
- 2006年、従四位に叙せられる

## 著書
- 『溶血の知識』中外医学社 1968
- 『血液疾患の治療 今日の治療』永井書店 1974
- 『血液細胞アトラス 第3版』文光堂 1981
- 『血液とからだ』創元社 1981
- 『貧血 血液を科学する』講談社学術文庫 1987
- 『血液の話 その病気と治療』中公新書 1988

### 共編著
- 『衛生検査技師講座 第14 第2版 血液学』山中学,福武勝博共著 医学書院 1970
- 『講座病態の生化学 第4 血液』山川民夫、織田敏次共著 中外医学社 1971
- 『臨床検査技術全書 第3巻 血液検査』編集 医学書院 1972
- 『貧血 新しい病態の理解と診断・治療のために』高久史麿共著 医学書院 1974
- 『貧血の検査』編集企画 金原出版 臨床検査mook 1980
- 『血液病学』編 文光堂 1982
- 『図説臨床内科講座 第21-22巻 血液』山口潜共編集 メジカルビュー社 1982
- 『血液細胞アトラス 第4版』渡辺陽之輔共著 文光堂 1990
- 『三輪血液病学』浅野茂隆、池田康夫、内山卓監修 文光堂 2006

## 論文
- <三輪史朗